# لمیه
لمیه (به ایتالیایی: Lemie) یک کومونه در ایتالیا است که در استان تورین واقع شده‌است.

## خصوصیات
لمیه ۴۵٫۴ کیلومترمربع مساحت و ۱۹۰ نفر جمعیت دارد و ۹۶۰ متر بالاتر از سطح دریا واقع شده‌است.